# Division I i bandy för damer 1976/1977
Division I i bandy för damer 1976/1977 var Sveriges högsta division i bandy för damer säsongen 1976/1977. Säsongen avslutades med att seriesegraren IK Göta blev svenska mästarinnor efter seger med 7-4 mot serietvåan Katrineholms SK i finalmatchen på Söderstadion i Stockholm den 6 mars 1977.

## Upplägg
Fem lag spelade i en serie, där de två bästa lagen gick vidare till final om svenska mästerskapet. I praktiken innebar upplägget, om man inte räknar med Sexlagsserien 1930, att damerna i Sverige fick en landsomfattande serie i bandy hela 31 år före herrarna, om än bara för en säsong.

## Förlopp
Skytteligan vanns av Birgitta Söderström, IK Göta med 36 fullträffar..

## Seriespelet

### Division I
| Nr | Lag            | S | V | O | F | +/-      | P  |
| -- | -------------- | - | - | - | - | -------- | -- |
| 1  | IK Göta        | 8 | 8 | 0 | 0 | 107 - 22 | 16 |
| 2  | Katrineholm SK | 8 | 6 | 0 | 2 | 89 - 27  | 12 |
| 3  | Tranås BoIS    | 8 | 3 | 1 | 4 | 25 - 41  | 7  |
| 4  | Hackås IF      | 8 | 2 | 0 | 6 | 20 - 80  | 4  |
| 5  | Hammarby IF    | 8 | 0 | 1 | 7 | 20 - 91  | 1  |

## Svensk mästerskapsfinal
- 6 mars 1977: IK Göta-Katrineholms SK 7-4 (Söderstadion, Stockholm)